# 923 Herluga
923 Herluga eller 1919 GB är en asteroid i huvudbältet, som upptäcktes den 30 september 1919 av den tyske astronomen Karl Wilhelm Reinmuth i Heidelberg. Den är uppkallad efter helgonet Herluga.
Asteroiden har en diameter på ungefär 34 kilometer.